# Edward Spencer Beesly
Edward Spencer Beesly ( /ˈbiːzli/; 23 de enero de 1831 - 7 de marzo de 1915) fue un positivista, activista sindical e historiador inglés.

## Biografía
Nació el 23 de enero de 1831 en Feckenham, Worcestershire, el hijo mayor del Rev. James Beesly y su esposa, Mary Fitzgerald, del condado de Queen, Irlanda. Después de leer latín y griego con su padre, en el otoño de 1846 Beesly fue enviado al King William's College en la Isla de Man, un establecimiento evangélico cuya instrucción inadecuada y bajo tono moral fueron descritos más tarde en Eric, o, Little by Little, de su amigo del colegio F. W. Farrar.
En 1849, Beesly ingresó en el Wadham College, Oxford, otro bastión evangélico y el centro original del movimiento positivista inglés. Realizó dos exposiciones y una pasantía bíblica. Su talento para citar las escrituras dio paso a la retórica radical bajo la influencia de su tutor Richard Congreve, un discípulo encubierto del positivismo de Auguste Comte. Junto con sus amigos de Wadham, Frederic Harrison y John Henry Bridges, Beesly participó activamente en los debates de la Unión de Oxford y fue reconocido como comtista, aunque su adhesión a la filosofía francesa aún era tenue.
Beesly recibió su BA en 1854 y procedió MA en 1857. Después de no poder obtener una primera clase (obtuvo segundos en moderaciones clásicas y literae humaniores) o una beca, se convirtió en maestro asistente en Marlborough College. Su hermano Augustus Henry, historiador y erudito clásico, también enseñó en la escuela. Beesly se fue a Londres en 1859 para servir como director de University Hall, una residencia de estudiantes en Gordon Square que sirve a University College. Al año siguiente fue nombrado profesor de historia allí y profesor de latín en Bedford College para mujeres, con un salario combinado de 300 libras esterlinas. También tenía un ingreso privado. Su figura alta y esbelta se convirtió en un espectáculo familiar en el Reform Club y en los salones de Londres, incluido el de George Eliot y George Henry Lewes, cuya Fortnightly Review acogió los artículos de Beesly.
Beesly se unió a Congreve, Bridges y Harrison, ambos ahora en Londres, para apoyar la lucha de los trabajadores de la construcción por jornadas laborales más cortas. También atacó las teorías económicas utilizadas por los críticos de los sindicatos del "nuevo modelo" de la década de 1860. La notoriedad que ganó culminó en 1867, cuando declaró después de los "ultrajes de Sheffield" que un asesinato sindical no era peor que cualquier otro: casi pierde su puesto en University Hall y Punch lo apodó "Dr Beastly". Su agenda radical incluía promover la solidaridad internacional entre los líderes de la clase trabajadora. Ayudó a organizar la manifestación a favor de la Unión más importante en Inglaterra durante la guerra civil estadounidense y presidió la reunión histórica (28 de septiembre de 1864) que abogaba por la cooperación entre los trabajadores ingleses y franceses en apoyo del nacionalismo polaco, lo que condujo a la formación de la Asociación Internacional de Trabajadores (la Primera Internacional), pronto dominada por su amigo Karl Marx.
Los asuntos exteriores siempre fueron una pasión para Beesly. Para International Policy, un volumen positivista publicado en 1866, escribió sobre el poder marítimo británico, afirmando una conexión entre el protestantismo y la inmoralidad comercial. Crítico del imperialismo, fue miembro del comité fundado en 1866 para procesar a Edward Eyre, gobernador de Jamaica [ver Comité de Jamaica]. Beesly y otros positivistas incurrieron en la hostilidad por abogar por la intervención del lado de Francia en la guerra franco-prusiana y por defender la comuna de París. Sus puntos de vista republicanos encontraron expresión no solo en la prensa sino también en el centro positivista en Chapel Street (ahora Rugby Street) que abrieron en 1870 bajo la dirección de Congreve. Allí introdujeron los sacramentos de la Religión de la Humanidad y publicaron una traducción cooperativa de Positive Polity de Comte. Cuando Congreve repudió a sus correligionarios de París en 1878, Beesly, Harrison, Bridges y otros formaron su propia sociedad positivista, con Beesly como presidente, y abrieron un centro rival, Newton Hall, en un patio de Fleet Street. Beesly encabezó su grupo de discusión política, que produjo documentos ocasionales. La jubilación del University College en 1893 (había dejado Bedford College en 1889) le permitió fundar y editar Positivist Review.
En 1881, Beesly asistió a las primeras reuniones de la Federación Democrática, pero pronto fue marginado y regresó al Partido Liberal a mediados de la década.
En 1869, Beesly se casó con Emily, la hija menor de Charles John Crompton, juez del tribunal de la reina, y su esposa, Caroline. Los Beesly vivieron en University Hall hasta 1882, cuando se mudaron a Finsbury Park. La Sra. Beesly no era positivista, como lo eran sus hermanos Albert y Henry Crompton, pero compartía algunos de los intereses políticos e históricos de su esposo. Se presentó sin éxito al parlamento como liberal en Westminster en noviembre de 1885 y en Marylebone en julio de 1886. Emily Beesly se convirtió en presidenta de la asociación liberal de mujeres de Paddington después de su traslado a Warrington Crescent en 1886. Ambos defendieron la autonomía irlandesa, él en artículos contundentes, ella en la nueva letra de The Wearing of the Green. En 1878 publicó Catilina, Clodio y Tiberio, y ella sacó a la luz sus Cuentos de la Historia de Roma, escritos para sus cuatro hijos. Murió en 1889, a los 49 años.
Las publicaciones posteriores de Beesly incluyeron setenta y cuatro entradas biográficas sobre figuras militares y políticas para el Nuevo Calendario de Grandes Hombres de los positivistas y la Reina Isabel, las cuales aparecieron en 1892. En 1901 se retiró a 21 West Hill, St Leonards, Sussex, donde publicó traducciones de Comte y continuó escribiendo para Positivist Review. Murió en su casa el 7 de julio de 1915 y fue enterrado en el cementerio de Paddington. Dejó un nombre aún honrado por los historiadores del trabajo.

## Amistad

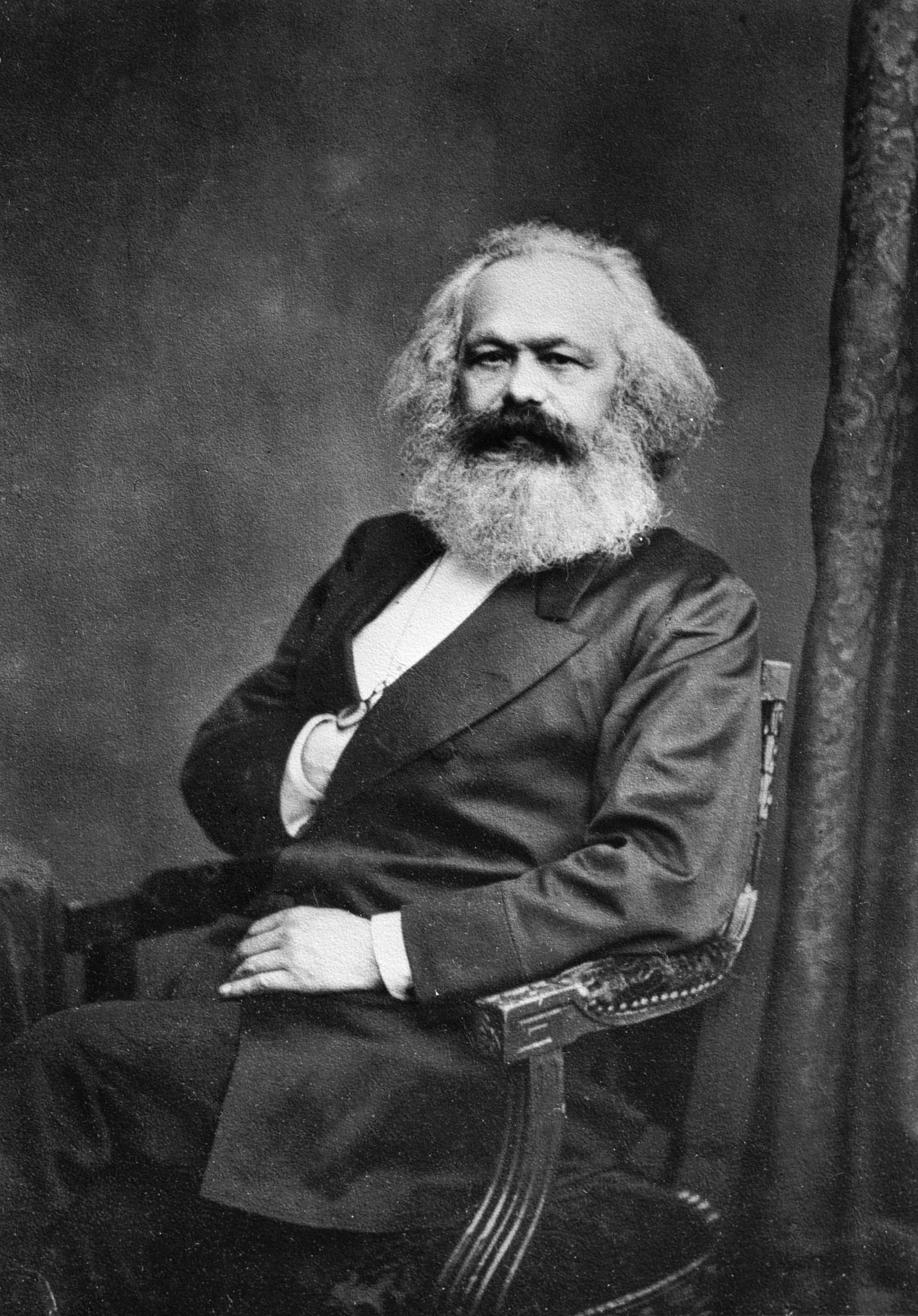
Karl Marx, amigo de Beesly.

Beesly no solo era amigo de Marx, sino que conocía bien a su círculo. Conoció a Lafargue, conoció a Engels, y hubo conocidos mutuos, como Eugene Oswald. Entre los trabajadores, no sólo era amigo de George Odger, Robert Applegarth y Lucraft, sino que estaba en estrecha relación con los confidentes de clase trabajadora de Marx como Jung y Eccarius, y en menor medida con Dupont. En los años sesenta era una figura familiar, no solo en las oficinas de Carpenters and Joiners, London Trades Council o The Bee-Hive, sino que también estaba en casa en el "Golden Ball" donde los trabajadores más radicales de Londres hablaban con revolucionarios continentales con una pipa de barro y una jarra de cerveza. Aquí uno podía obtener el sabor de la política proletaria europea: ese otro “Mundo del Trabajo” en cuyos ideales Beesly estaba tan profundamente interesado como lo estaba en los del sindicalismo inglés. De hecho, durante muchos años expresó su deseo de fusionar el sindicalismo, con su reconocimiento implícito de la prioridad de las cuestiones sociales, y el republicanismo proletario, con su entusiasmo generoso y su visión más amplia.

## Carta de Marx
Descripción del lote de subasta de la copia de Beesly de Das Kapital: Esta es una excelente copia de asociación, inscrita en nombre del amigo de Karl Marx, el profesor Edward Spencer Beesly (1831-1915), positivista de la escuela de pensamiento de Auguste Comte, historiador y uno de los editores fundadores de la Revista Quincenal. En 1868, cuando Marx y Engels estaban tratando de desarrollar un impulso internacional para la filosofía económica contenida en este trabajo, se pusieron en contacto con Fortnightly Review a través de Beesly para ver si estaría interesado en publicar una crítica de Das Kapital; en ese momento Marx escribió a Engels: "Prof. Beesly, que es uno del triunvirato que difunde este trapo en secreto, ha... declarado que está 'moralmente seguro' (¡depende de él!) de que se aceptaría una crítica" [8 de enero de 1868]. Beesly pasó una revisión final al entonces editor en jefe John Morley, pero Morley aparentemente encontró el artículo ilegible y no permitió su publicación, incluso después de que Beesly sugirió que Marx podría tratar de hacer que el artículo fuera menos seco y más popular en tono. Beesly sugirió posteriormente que Marx & Engels se pusieran en contacto con The Westminster Review, pero tampoco parece haber resultado de esto. La inscripción adicional, posiblemente de Beesly, dice "Murió el 14 de marzo de 1883", la fecha de la muerte de Marx. Vendido por £ 115,000, 27 de mayo de 2010

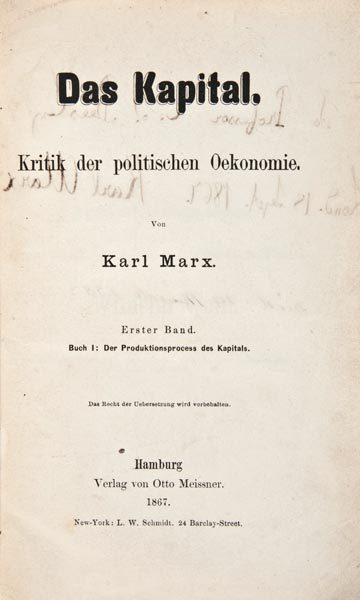
Una copia de Das Kapital de Karl Marx dedicada a Edward Spencer Beesly
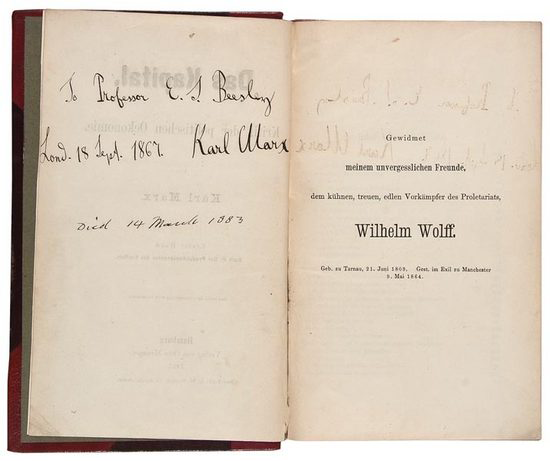
Una copia de Das Kapital de Karl Marx dedicada a Edward Spencer Beesly
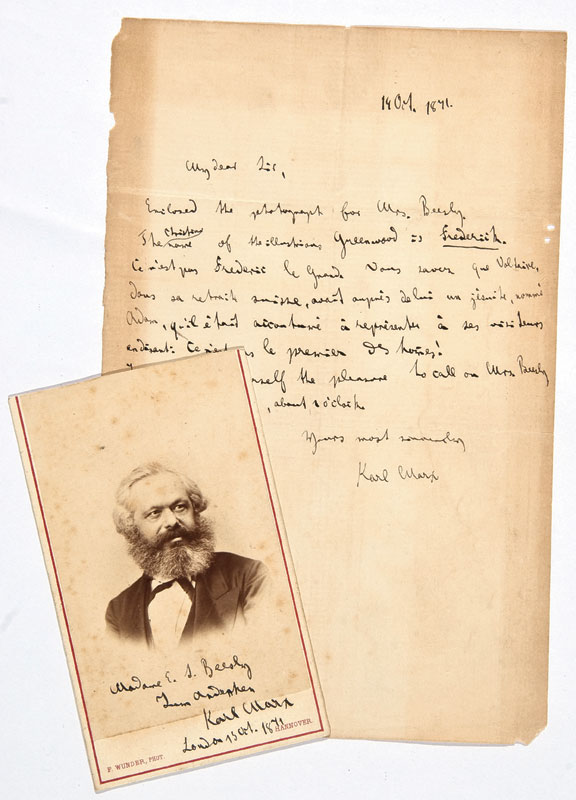
Una carta de Karl Marx al Prof. Edward Spencer Beesly
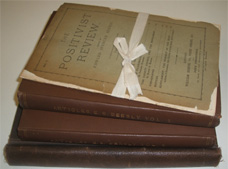
La revisión positivista

## Archivo
- UCL, corresp., lecture notes, and papers mainly relating to historical interests | Bishopsgate Institute, London, letters to George Howell · BL, corresp. with Richard Congreve, Add. MS 45227 · BL, Positivist MSS · BLPES, corresp. with Frederic Harrison · BLPES, London Positivist Society MSS · Internationaal Instituut voor Sociale Geschiedenis, Amsterdam, letters to Karl Marx · Maison d'Auguste Comte, Paris, letters to Constant Hillemand and others · Yale University, Beinecke Library, letters to George Eliot